# Hipòstasi dels Arconts
La Hipòstasi dels arconts és un text gnòstic escrit en idioma copte, que pertany al còdex II dels Manuscrits de Nag Hammadi (NHC II, 4, pp. 86, 20 – 97, 23). Precedit per l'Evangeli apòcrif de Joan i els evangelis de Tomàs i de Felip, és seguit per Sobre l'origen del món i l'Exegesi de l'ànima. Aquest document està en molt bon estat de conservació, malgrat algunes llacunes menors. El títol la Hipòstasi dels arconts es limita a reproduir els termes grecs del títol copte. Una traducció més correcta seria "la realitat de les potestats".

## Procés de formació
Els seus vincles amb el pensament de Filó fan preveure Alexandria com a lloc probable de composició. També s'ha proposat Síria com a lloc de composició, per l'ambient lingüístic semita que l'obra mostra en els noms del creador malèfic del món, Saclas (el boig) i Yaldabaoth.
El text, segons ens ha arribat, és el resultat de la reedició cristiana d'un text originalment jueu. La majoria dels comentaristes accepten que l'escrit grec, subjacent al text copte, presenta diversos estrats redaccionals, l'últim dels quals, si més no, és cristià. Els estrats més antics són almenys dos: l'antropogònic i el teogònic, i podrien derivar de fonts comunes a l'Evangeli apòcrif de Joan i sobretot, a l'escrit sense títol (Tractat sobre l'origen del món).
La primera font seria una versió reescrita del Gènesi, considerada "Gènesi vertader", és a dir, un nou relat de la història del Gènesi des d'un punt de vista gnòstic. La Hipòstasi, l'Escrit sense títol, i l'Evangeli apòcrif de Joan, haurien utilitzat la mateixa font. La segona font, no tan clarament vinculada amb l'apòcrif de Joan, pot reconstruir-se parcialment per l'anàlisi comparativa amb l'Escrit sense títol. D'aquesta reconstrucció hipotètica, resulten els lligams amb la filosofia de Filó d'Alexandria (principis del segle i), gran exegeta i filòsof jueu, sobretot en relació amb la seva doctrina de les dues hipòstasis de Déu, i la determinació de característiques diferents per a cada una. Les fonts comunes esmentades podrien ser jueves si es confirma la hipòtesi d'un judaisme hel·lenístic antijavista. En tot cas, es tracta d'una especulació teològica estretament lligada a la revelació bíblica.
L'últim redactor grec es basa secundàriament en el Nou Testament (Pau), i probablement reconeix els aspectes negatius de l'univers dels arconts. El text original dataria de principis del segle ii i la reedició, de finals del mateix segle.

## Finalitat
L'escrit es presenta com una instrucció sobre el tema dels dominadors d'aquest món esmentats per Pau en Efesis 6:12. La intenció expressa d'aquest escrit (86.26-27) és ensenyar la veritat sobre els poders que tenen autoritat sobre aquest món. El relat comença amb l'ostentació del demiürg, l'arcont principal, en paraules atribuïdes al Déu de la Bíblia: "Jo sóc el que sóc; Déu no és res separat de mi". Pot afegir-s'hi, com a objectiu de l'escriptor cristià, la clarificació de la condició de l'home gnòstic (l'ètnia de Set) i la seva conflictiva relació amb els "prínceps d'aquest món". Per aquesta finalitat, l'autor procedeix a una rectificació de la història sagrada.

## Contingut
La llengua de la versió copta és el sahídic, amb fortes contaminacions subacmímiques, com en tot el Còdex II. La llengua de composició del text hauria estat el grec.
Després d'una breu al·lusió al primer arcont, l'autor passa a la creació de l'ésser humà. És explicada a partir dels textos del Gènesi, interpretats i ostentosament rectificats. Els arconts creen primer l'humà terrenal com una còpia del seu propi cos i segons la imatge divina. Després d'anomenar diversos animals i aus, els arconts posen Adam en el Jardí de l'Edèn, i tracten d'agafar l'esperit que ha rebut de dalt. Però aquest esperit es fa dona, "mare dels vivents" (89:15). Els arconts intenten violar-la, però es converteix en un arbre i només deixa que un reflex d'ella sigui profanat. Aquest reflex és la "dona carnal" (90:2), la bíblica Eva, que es fa esposa d'Adam. A l'original, la muller dotada d'esperit es transforma en una serp, i en aquesta forma diu a l'Eva que mengi de l'arbre del coneixement, del bé i del mal. Eva i Adam en mengen, i són expulsats del jardí com en el Gènesi; la diferència rau en el fet que aquí l'arcont principal és un ésser ignorant, gelós i temorós. L'autor coneix una especulació sobre l'ajuda femenina que auxiliarà Adam, però la desenvolupa confusament. La comparació amb Sobre l'origen del món permet reconstruir-ne la font original. L'Eva psíquica aixeca Adam, i després l'Eva espiritual, "viva semblança de la divinitat", el converteix en home espiritual. Després, s'explica la història de Caín i Abel, i Eva dona a llum a Set. Com a espirituals, Adam i Eva engendren a en Set, que és l'avantpassat comú de l'estirp gnòstica. A diferència de la versió del Gènesi, Eva pareix una filla, Norea, que és en realitat la muller espiritual del Jardí de l'Edèn. Els arconts, bojos de gelosia, tracten de destruir la humanitat; i Norea demana refugi a Noè. És en aquest moment que els arconts intenten violar-la, i ella demana ajuda (93:1-2). El seu plany és respost per l'arribada de l'àngel Eleleth. L'estirp gnòstica és salvada de l'extinció per l'arcont Sabaot, i quedarà sota el seu poder fins a la vinguda del Salvador (judaisme recuperat).

## Teogonia
L'argument teogònic (origen dels arconts) és abordat en segon lloc i presentat com una revelació de l'àngel Elelet a Norea. El cicle teogònic explica l'origen dels arconts a partir de la matèria. En aquest moment, l'autor del relat canvia a primera persona, i el text pren la forma d'un discurs de revelació, en què el narrador pregunta a Eleleth sobre la naturalesa i l'origen dels arconts, sobre la seva pròpia naturalesa, i sobre la quantitat de temps restant fins a l'alliberació escatològica dels "fills de la llum" (97:13-14). En resposta a les preguntes de Norea, aquest li explica l'activitat creadora de Sofia, l'abandó de Samael (el demiürg), fill de Sabaot, l'activitat de Zoe (la "Vida"), filla de Sofia, i el penediment de Samael. L'origen d'aquestes revelacions últimes és diferent del de la Hipòstasi, i no estan totalment d'acord entre si. El text conclou amb una discussió sobre la vinguda de "l'Home Verdader" (96:33), l'elegit, el que ve de la "llum incorruptible" (96:21). La doctrina més important d'aquest passatge és la distinció entre un arcont maligne, Yaldabaot, i un arcont convers, Sabaot, el Déu dels jueus. El tractat conclou amb una evocació cristiana de l'obra del Salvador.